# Lindavista, La Trinitaria
Lindavista är en ort i Mexiko.   Den ligger i kommunen La Trinitaria och delstaten Chiapas, i den sydöstra delen av landet, 900 km öster om huvudstaden Mexico City. Lindavista ligger 799 meter över havet och antalet invånare är 143.
Terrängen runt Lindavista är huvudsakligen kuperad, men den allra närmaste omgivningen är platt. Runt Lindavista är det ganska tätbefolkat, med 60 invånare per kvadratkilometer. Närmaste större samhälle är Amparo Aguatinta, 1,4 km öster om Lindavista. I omgivningarna runt Lindavista växer i huvudsak städsegrön lövskog.